# Титировые
Титировые (лат. Tityridae) — семейство воробьинообразных птиц из подотряда кричащих (Tyranni), представители которого встречаются в Неотропической области. В него включают 45 видов, ранее относившихся к семействам тиранновых, манакиновых и котинговых. Размер колеблется от 9,5 сантиметров и 10 граммов у желтогорлой плюмажной котинги до 22 сантиметров и 88 граммов у маскированной титиры. Большинство видов имеют сравнительно длинные хвосты и крупные головы.

## Систематика
Традиционно аулии включались в семейство тиранновых; плюмажные котинги, сорокопутовая котинга, титиры, бекарды и белоголовый ксенопсарис — в котинговых; а сельвовые манакины — в манакиновых. Три рода: титиры, бекарды и белоголовые ксенопсарисы позднее были помещены в семейство тиранновых на основе морфологии их черепа и сиринкса (нижней гортани).
Существование семейства Tityridae (которое просто рассматривалось как клада) было впервые предсказано в 1989 году на основе морфологии особенностей сиринксов и скелета. Его существовании позднее было подтверждено многочисленными исследованиями, проведёнными с использованием как митохондриальной, так и с ядерной ДНК. Данные свидетельствуют о том, что в этом семействе существуют две группы, первая из которых включает сельвовых манакинов, аулий и сорокопутовых котинг (с высоким индексом бутстрэпа), а вторая — плюмажных котинг, титир, белоголовых ксенопсарисов и бекардов (с низким индексом бутстрэпа).

## Классификация
Международный союз орнитологов относит к семейству 11 родов и 45 видов:
- Род Iodopleura R. Lesson, 1839 — Плюмажные котинги
  - Iodopleura fusca (Vieillot, 1817) — Белобровая плюмажная котинга
  - Iodopleura isabellae Parzudaki, 1847 — Черноголовая плюмажная котинга[14]
  - Iodopleura pipra (R. Lesson, 1831) — Желтогорлая плюмажная котинга
- Род Laniisoma Swainson, 1832 — Сорокопутовые котинги[14]
  - Laniisoma buckleyi (P. L. Sclater & Salvin, 1880)
  - Laniisoma elegans (Thunberg, 1823) — Сорокопутовая котинга
- Род Laniocera R. Lesson, 1841 — Аулии
  - Laniocera hypopyrra (Vieillot, 1817) — Серая аулия
  - Laniocera rufescens (P. L. Sclater, 1858) — Рыжеватая аулия
- Род Myiobius G. R. Gray, 1839 — Миобисы[15]
  - Myiobius atricaudus Lawrence, 1863 — Чернохвостый миобис, или чернохвостый тиранн[15]
  - Myiobius barbatus (J. F. Gmelin, 1789) — Желтогузый миобис[15]
  - Myiobius sulphureipygius (P. L. Sclater, 1857)
  - Myiobius villosus P. L. Sclater, 1860 — Красно-бурый миобис[15]
- Род Onychorhynchus Fischer von Waldheim, 1810 — Венценосные мухоеды, или королевские мухоеды[16]
  - Onychorhynchus coronatus (Statius Müller, 1776) — Амазонский венценосный мухоед, или амазонский королевский мухоед
  - Onychorhynchus swainsoni (Pelzeln, 1858)
- Род Oxyruncus Temminck, 1820 — Остроклювы
  - Oxyruncus cristatus Swainson, 1821 — Остроклюв
- Род Pachyramphus G. R. Gray, 1839 — Бекарды
  - Pachyramphus aglaiae (Lafresnaye, 1839) — Большой бекард[14]
  - Pachyramphus albogriseus P. L. Sclater 1857 — Сорочий бекард[17]
  - Pachyramphus castaneus (Jardine & Selby, 1827) — Каштановый бекард[17]
  - Pachyramphus cinnamomeus Lawrence, 1861 — Коричневый бекард[17]
  - Pachyramphus homochrous P. L. Sclater, 1859
  - Pachyramphus major (Cabanis, 1847) — Мексиканский бекард[17]
  - Pachyramphus marginatus (Lichtenstein, 1823) — Черношапочный бекард[17]
  - Pachyramphus minor (R. Lesson, 1831) — Красногорлый бекард[17]
  - Pachyramphus niger (J. F. Gmelin, 1788) — Ямайский бекард[17]
  - Pachyramphus polychopterus (Vieillot, 1818) — Зябликовый бекард[17]
  - Pachyramphus rufus (Boddaert, 1783) — Серый бекард[17]
  - Pachyramphus salvini Richmond, 1899
  - Pachyramphus spodiurus P. L. Sclater, 1860 — Шиферный бекард[17]
  - Pachyramphus surinamus (Linnaeus, 1766) — Суринамский бекард[17]
  - Pachyramphus validus (Lichtenstein, 1823) — Хохлатый бекард[17]
  - Pachyramphus versicolor (Hartlaub, 1843) — Полосатый бекард[17]
  - Pachyramphus viridis (Vieillot, 1816) — Зеленоспинный бекард[17]
  - Pachyramphus xanthogenys Salvadori & Festa, 1898
- Род Schiffornis Bonaparte, 1854 — Сельвовые манакины
  - Schiffornis aenea J. T. Zimmer, 1936
  - Schiffornis major Des Murs, 1856 — Большой сельвовый манакин[18]
  - Schiffornis olivacea (Ridgway, 1906)
  - Schiffornis stenorhyncha (P. L. Sclater & Salvin, 1869)
  - Schiffornis turdina (zu Wied-Neuwied, 1831) — Бронзовый сельвовый манакин[18]
  - Schiffornis veraepacis (P. L. Sclater & Salvin, 1860)
  - Schiffornis virescens (Lafresnaye, 1838) — Одноцветный сельвовый манакин[18]
- Род Terenotriccus Ridgway, 1905 — Рыжехвостые мухоеды[19]
  - Terenotriccus erythrurus (Cabanis, 1847) — Рыжехвостый мухоед[19]
- Род Tityra Vieillot, 1816 — Титиры
  - Tityra cayana (Linnaeus, 1766) — Чернохвостая титира[20]
  - Tityra inquisitor (Lichtenstein, 1823) — Черноголовая титира[20]
  - Tityra leucura Pelzeln, 1868
  - Tityra semifasciata (von Spix, 1825) — Масковая титира[20]
- Род Xenopsaris Ridgway, 1891 — Белоголовые ксенопсарисы
  - Xenopsaris albinucha (Burmeister, 1869) — Белоголовый ксенопсарис

В дополнение к видам, перечисленным выше, в этом семействе могут находиться ласточковая котинга и калиптура, однако из-за нехватки строгих научных данных, они рассматриваются такими авторитетными экспертами, как Американское общество орнитологов, в качестве incertae sedis.